# フェルナンド・デ・アウストリア (枢機卿)
フェルナンド・デ・アウストリア（El Cardenal Infante don Fernando de Austria, 1609年/1610年 - 1641年11月9日）は、スペインの王子。枢機卿。スペイン領ネーデルラント総督。アンブロジオ・スピノラ死後のスペイン・ハプスブルク朝においては最良の軍事司令官であったとされる。

## 生涯
スペイン王フェリペ3世と妃マルガリータの末子として、エスコリアルで生まれた。兄はフェリペ4世、姉はフランス王妃アンヌ・ドートリッシュ、神聖ローマ皇帝フェルディナント3世妃マリア・アナ。父の願いから聖職につき、1619年にトレド大司教となり、すぐに枢機卿王子（Cardenal Infante）の称号を授かった。通常の聖職者とは違い他の王族同様政治活動を行っていた。
1630年、伯母のネーデルラント総督イサベルから後継者に指名されたため、フェルナンドはネーデルラントへ移った。三十年戦争では同族のオーストリア・ハプスブルク家を助けて1634年に母方の従兄で姉マリア・アナの夫フェルディナントとドイツで合流、ネルトリンゲンの戦いでスウェーデン・ハイルブロン同盟に勝利してネーデルラントへ出向したが、オランダとの八十年戦争及びフランスとのフランス・スペイン戦争（西仏戦争）ではオランダ・フランスの攻勢に押されてブレダを始めとする幾つかの拠点を失った。フランドル戦線からポルトガルの独立運動（ポルトガル王政復古戦争）を鎮圧するための部隊を引き抜かれたことも痛手となった。
当時のスペイン軍は資金面で問題を抱えており、戦術面でも歩兵を中心とした戦闘から兵科複合による戦闘へと移行しつつあった時期であったので、かつて無敵を誇った精強な陸軍の優位性は失われつつあった。しかし彼を最も苦しめたのは、スペイン宮廷からの中傷（ネーデルラントを独立させ自身が王となるつもりである、還俗してフランス王女と結婚しフランス王ルイ13世の側に就くつもりだというもの）であった。
最終的にフェルナンドは病となって32歳でブリュッセルで急死した。胃の持病が原因と伝えられているが、当時は毒殺されたと噂された。遺体は1643年に故国スペインへ移葬された。

## ギャラリー

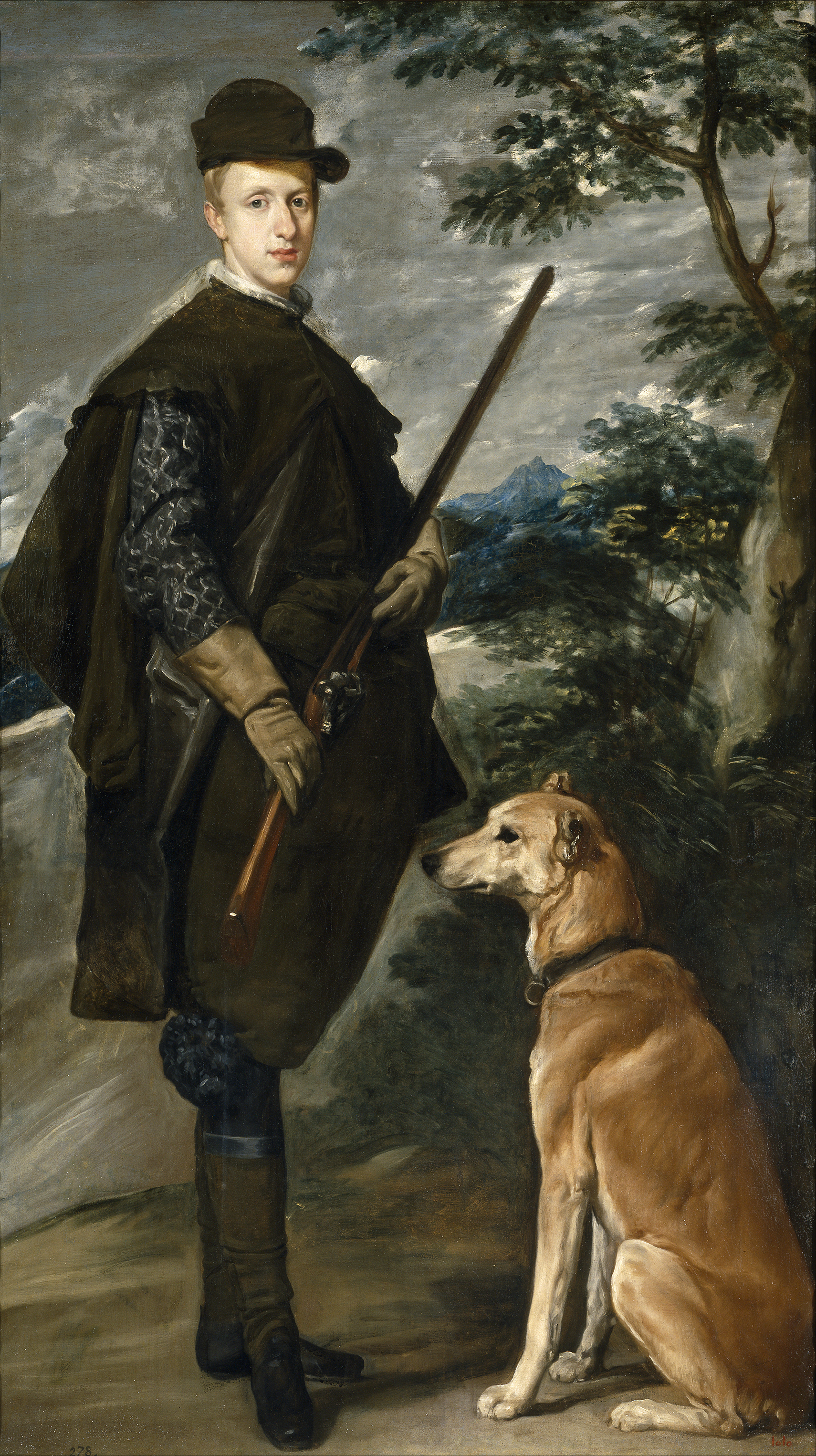
ディエゴ・ベラスケスによる絵画『狩猟服姿の枢機卿親王フェルナンド・デ・アウストリア』
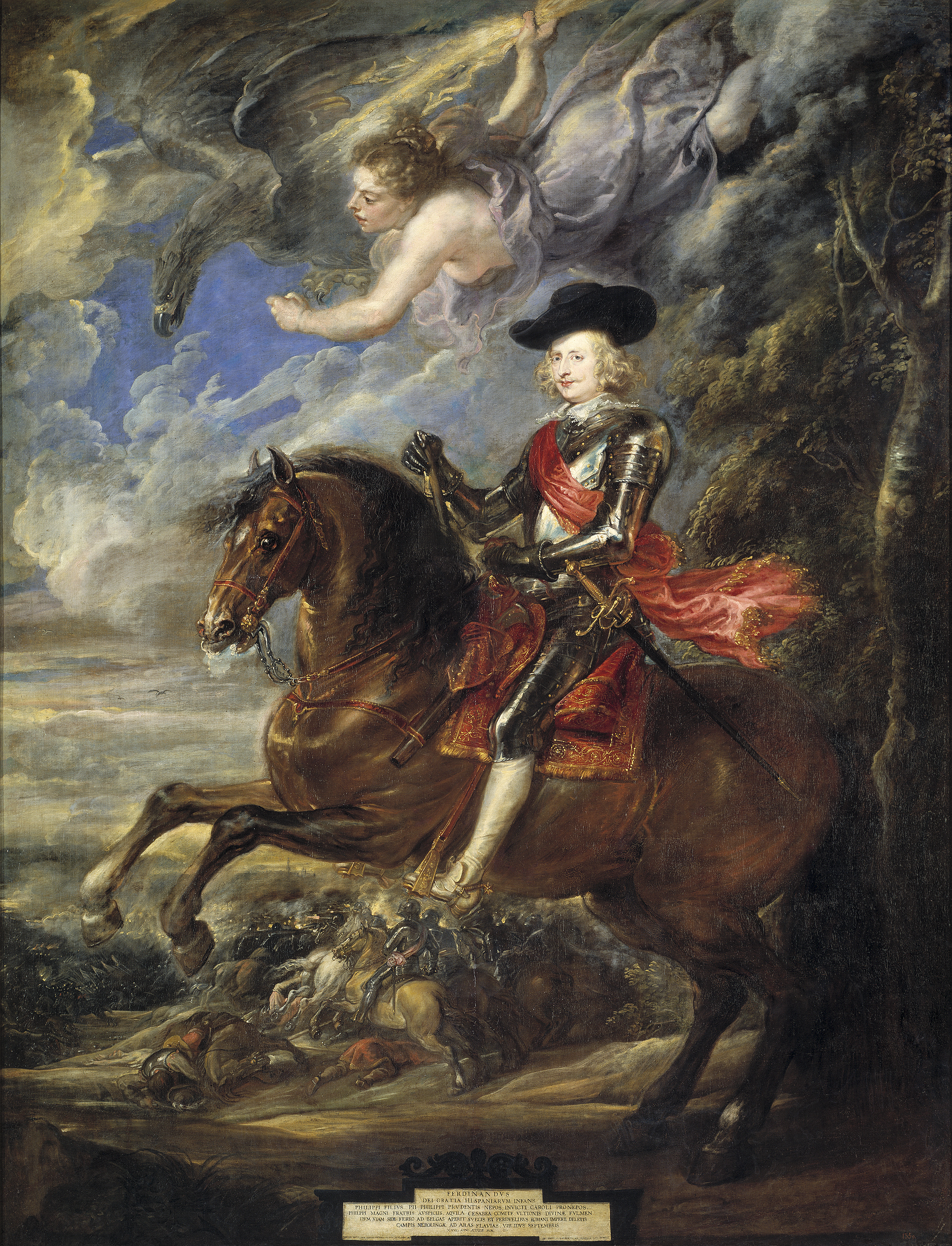
ピーテル・パウル・ルーベンスによる絵画『ネルトリンゲンの戦いにおけるフェルナンド・デ・アウストリア枢機卿王子』